# Biely Váh
Biely Váh (česky Bílý Váh, maďarsky Fehér-Vág, německy Weiße Waag) je řeka na severu Slovenska, ve východní části Liptova, protékající územím okresů Poprad a Liptovský Mikuláš. Je to kratší ze dvou zdrojnic řeky Váh, měří 30,3 km a je tokem III. řádu. Průměrná lesnatost povodí je 40 %.

## Pramen
Pramení na jižních svazích Kriváně, ve Važecké dolině v západní části Vysokých Tater. V období tání sněhu je Biely Váh napájen z Kriváňského Zeleného plesa.

## Popis toku
Od pramene v pásmu kosodřeviny stéká převážně jižním směrem, který se mění na západní až před Važcem. Na horním toku vytváří výrazný oblouk prohnutý na východ, po přibrání Furkotského potoka zleva se zprava odděluje vedlejší koryto, Solisková voda, Biely Váh podtéká Cestu Svobody a výrazněji rozšiřuje své koryto. V Liptovské kotlině přibírá levostranný Zasmrečinský potok, podtéká silnici I. třídy č. 18 a železniční trať č. 180, následně přibírá Lúčny potok zleva a stáčí se směrem na západ. Protéká Važcem, v obci přibírá Mlyničnou vodu zprava, pod obcí Beliansky potok z téže strany a vedle železniční trati pokračuje údolím, jižně od Východné. Po přijetí Východnianky zprava se přechodně stáčí směrem na jihozápad, jižně od obce Hybe se znovu stáčí na západ, vřezává se do nejzápadnějšího výběžku Kozích chrbtů a nad obcí Kráľova Lehota zaniká, aby spolu s vodami Čierného Váhu vytvořila řeku Váh.

## Geomorfologické celky
- Tatry
  - Východní Tatry (geomorfologický podsestava)
    - Vysoké Tatry (geomorfologická část)
- Podtatranská kotlina, 2 geomorfologické podcelky:
  - Tatranské podhůří
  - Liptovská kotlina
    - Hybianska pahorkatina (geomorfologická část)
- Kozie chrbty
  - Važecký chrbát (geomorfologický podsestava)

## Přítoky
- Pravostranné: krátký přítok z jihovýchodního svahu Hencnavy, přítok z lokality Nemecká, Mlyničná voda, Čierny jarok, Beliansky potok, přítok vznikající východně od Východné a tekoucí pod Zámčisko, přítok pramenící východně od amfiteátru ve Východné, Východnianka, přítok z východního svahu Zierta.
- Levostranné: přítok z JJZ svahu Jamské kopy, přítok z Doliny suchej vody, dva krátké přítoky z JJV úpatí Jamské kopy, Furkotský potok, Rakytovský potok, Zasmrečinský potok, Lúčny potok, čtyři krátké přítoky ze severních svahů Korcúb, přítok pramenící východně od Kriesla, dva krátké přítoky z lokality Hrubá jedľa, Čierny potok

## Ústí
S vodami zleva přitékajícího Čierného Váhu se spojuje ve výběžku Liptovské kotliny, východně od obce Kráľova Lehota v nadmořské výšce 663 m.

## Obce
Biely Váh postupně protéká přes pět katastrálních území:
- Štrbské Pleso (pouze neobývaným územím)
- Važec (i intravilán obce)
- Východná
- Hybe
- Kráľova Lehota